# Verkehrsbauwerk
Verkehrsbauwerke sind Bauwerke, die als Teil der Verkehrsinfrastruktur zur Abwicklung des Personen-, Güter- oder Leitungsverkehrs dienen.

## Allgemeines
Transport- oder Verkehrswege bilden mit Verkehrsknoten ein Verkehrsnetz; die hierzu gehörenden Straßen sind zu einem Straßennetz zusammengefasst. Sowohl entlang der Wege als auch an den Knoten können verschiedene Verkehrsbauwerke den Verkehr erleichtern. Verkehrsbauwerke zählen zu den Ingenieurbauwerken, die in die spezifische Umgebung eingefügt werden. Beim Bau von Verkehrsbauwerken stehen in der Regel die Kriterien der Sicherheit, Funktionsfähigkeit und Kostenrationalisierung im Vordergrund; Ergebnis können so genannte reine Zweck- und Funktionsbauten sein, die an der Erfüllung verkehrstechnischer Funktionen gemessen und bewertet werden.

## Arten
Die Verkehrsbauwerke sind individuell an die Erfordernisse einer bestimmten Verkehrsart angepasst:
| Verkehrsart     | Verkehrsträger                                  | Verkehrsbauwerk |
| --------------- | ----------------------------------------------- | --- |
| Landverkehr     | Straßenverkehr Schienenverkehr Fußgängerverkehr | Autobahnen, Autobahnraststätten, Busbahnhöfe, Busdepots, Garagen, Mautportale, Parkplätze, Straßen, Straßenbrücken, Tiefgaragen, Parkhäuser, automatische Parkhäuser; Schienennetz, Bahnhöfe, Bahnübergänge, Drehscheiben, Eisenbahnbrücken, Eisenbahntunnel, Eisenbahnüberführungen/ -unterführungen, Schiebebühnen, Schrankenanlagen, Stellwerke, Viadukte; Freitreppen, Fußgängerbrücken, Fußgängertunnel, Fußgängerzonen, Fußgängerübergang, Gehwege, Heisten, Seilbrücken |
| Wasserverkehr   | Binnenschifffahrt Seeschifffahrt                | Binnenhäfen, Containerbrücken, Drehbrücken, Düker, Flüsse, Kanäle, Flusskanäle, Schiffshebewerke, Schleusen, Trogbrücken; Wasserstraßenkreuze Seewege, Leuchtfeuer, Marinas |
| Luftverkehr     | Passagierluftfahrt Frachtluftfahrt              | Flughäfen, Flughafenterminals, Flugplätze, Hangars, Hubschrauberlandeplätze, Towerbauwerke |
| Leitungsverkehr | Rohrleitungen Kabel                             | Rohöl- und Gas-Pipelines, Rohrleitungsbrücken; Kabelnetze, Leitungsnetze (Breitbandnetze, Stromnetze, Telefonnetze, Verteilnetze), Speicher |

Schleusen sind Verkehrsbauwerke an Binnenwasserstraßen zur Überwindung von Höhenunterschieden. Zu den in der Tabelle nicht aufgeführten Ingenieurbauwerken gehören Furte, Kaianlagen, Staudämme, Tankstellen, Raffinerien, Überführungen, Unterführungen, Ufer oder Viadukte.
Verkehrsbauwerke

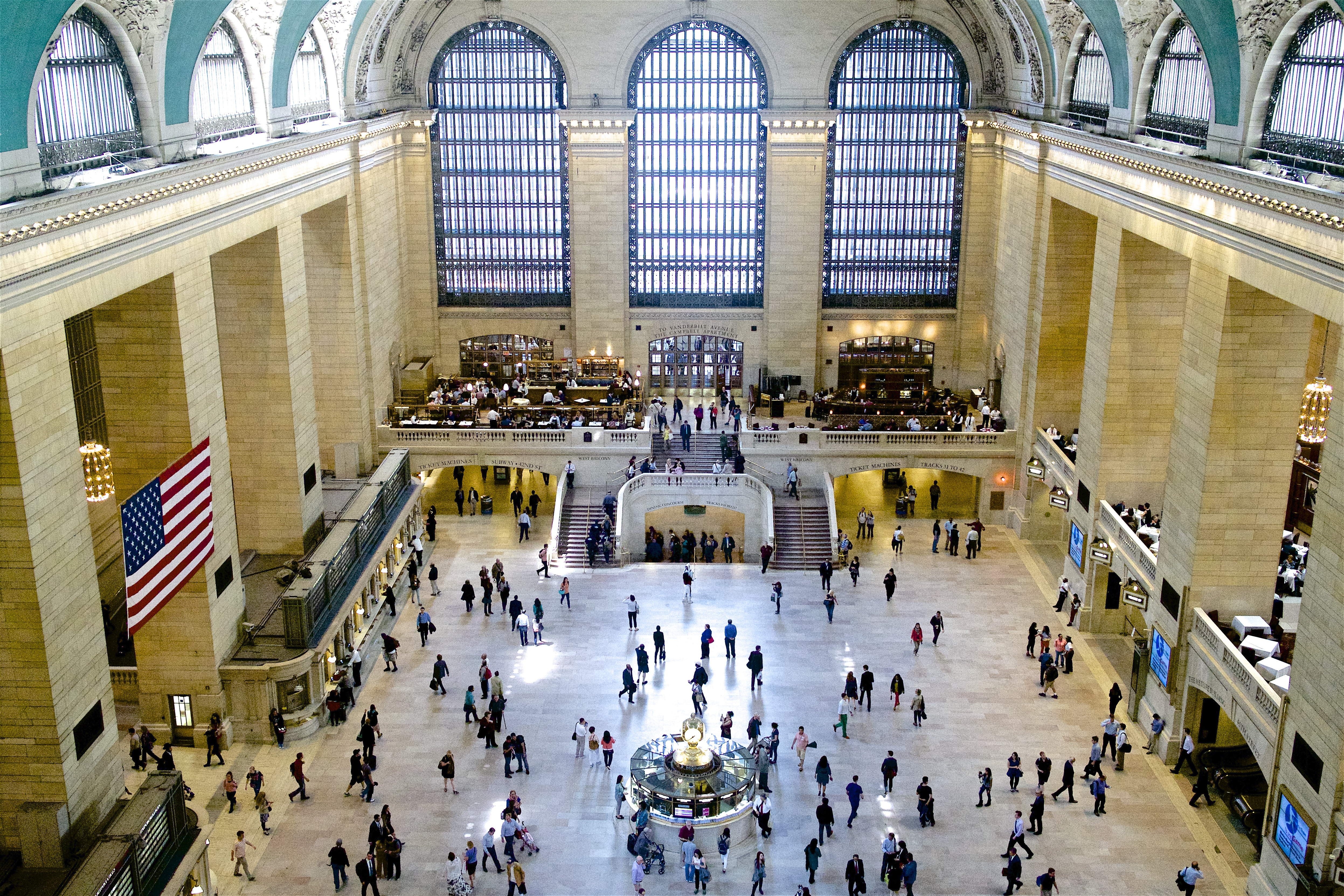
Der Grand Central Terminal in New York City ist – gemessen an der Anzahl der Gleise – der größte Bahnhof der Welt: Haupthalle (Mai 2014)
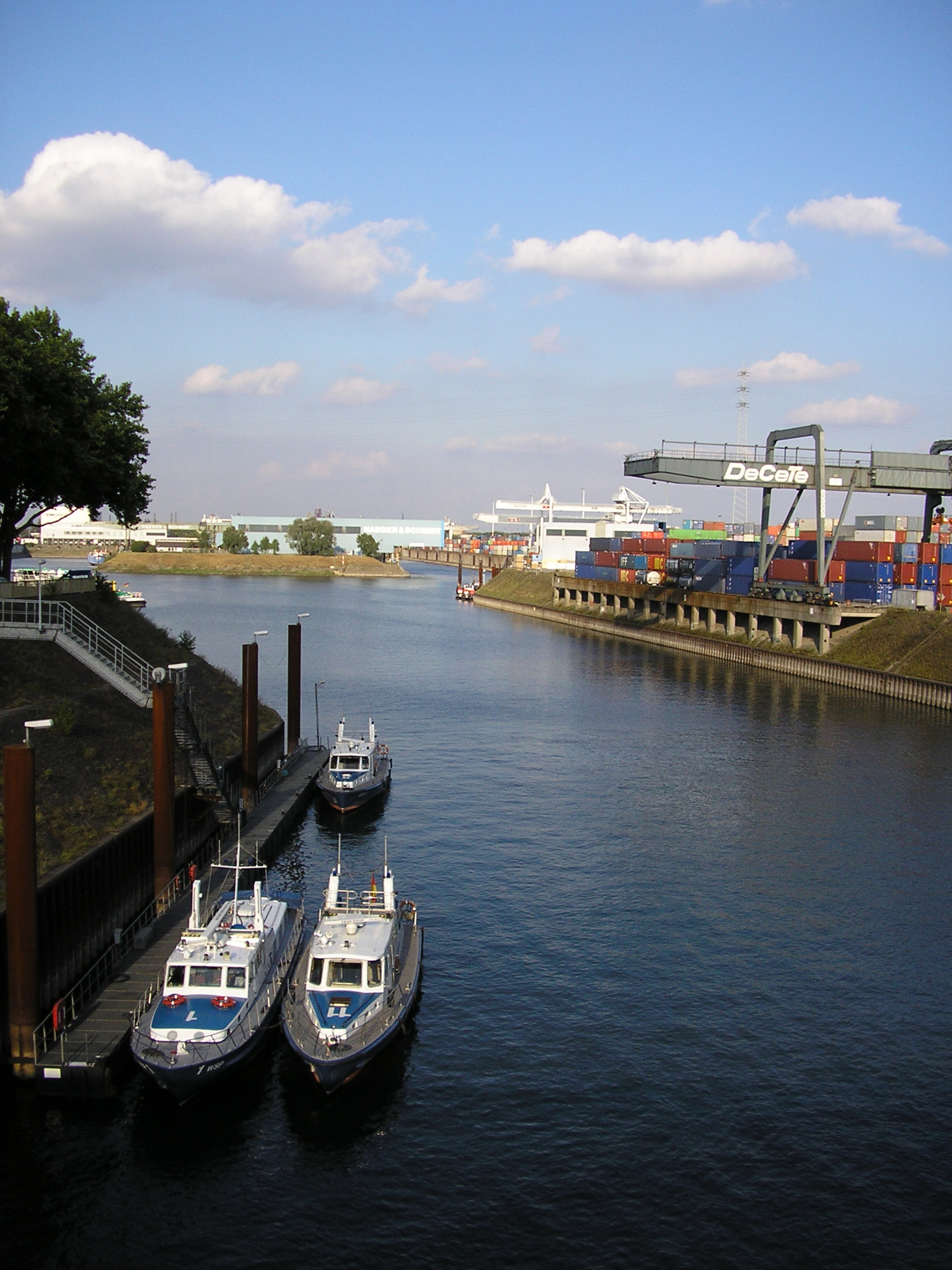
Die Duisburg-Ruhrorter Häfen sind mindestens der größte Binnenhafen Europas: Einfahrt in den Süd- und ehemaligen Nordhafen (September 2006)
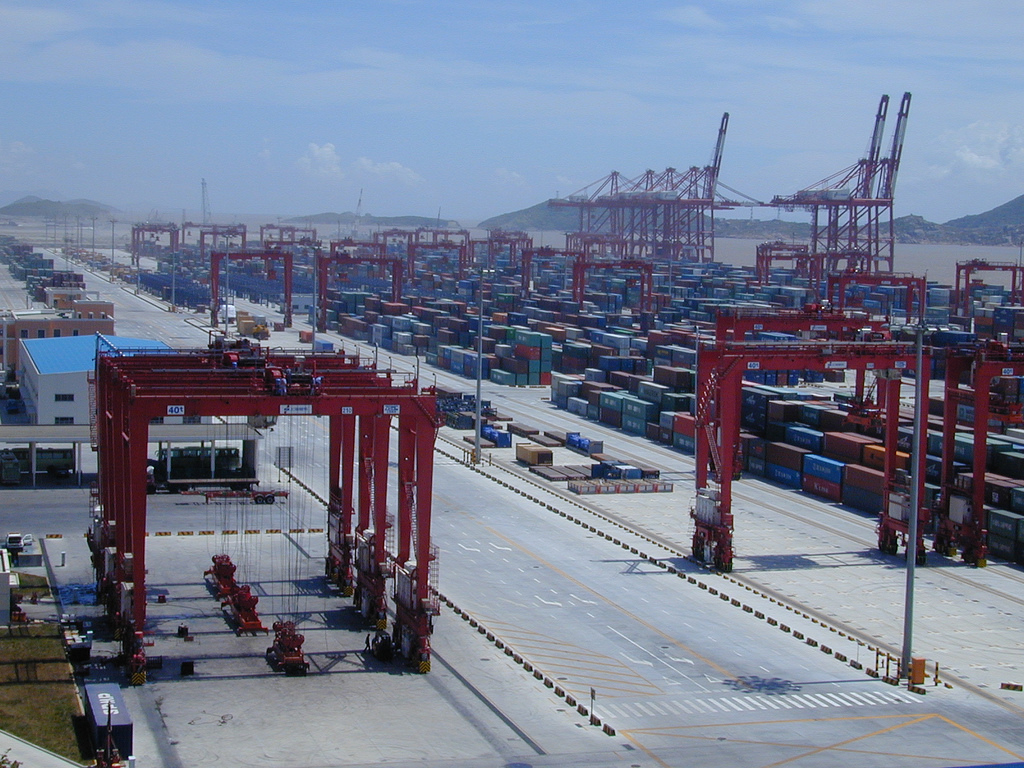
Der Hafen von Shanghai ist der größte Seehafen der Welt: Tiefwasserhafen Yangshan (Februar 2008)
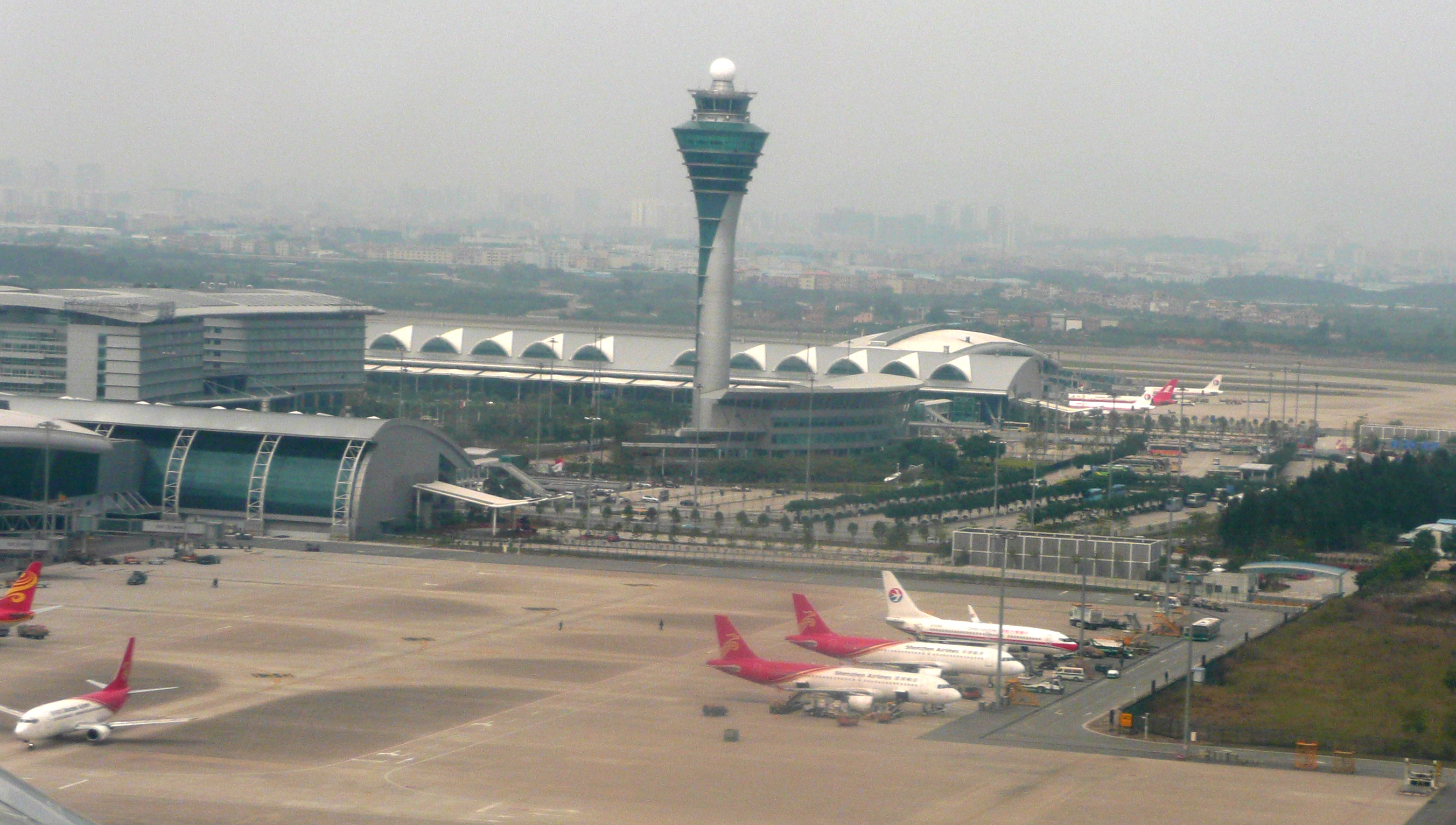
Der Flughafen Guangzhou-Baiyun ist – gemessen am Passagieraufkommen – der weltweit größte Flughafen (März 2011)

Die weltweit führenden Umschlagplätze als wesentliche Verkehrsbauwerke sind zugleich auch wichtige Verkehrsknotenpunkte.

## Sonstiges
Aquädukte sind historische Verkehrsbauwerke, die heute meist nicht mehr als Wasserleitungen dienen. Als erstes Verkehrsbauwerk weltweit wurde 1998 die Semmeringbahn in Österreich in die Liste UNESCO-Welterbe aufgenommen.
Die intensive Nutzung der Verkehrsbauwerke durch Verkehrsteilnehmer (insbesondere Straßen, Schienen und Brücken) erfolgt eine starke Abnutzung, wodurch die Verkehrssicherheit beeinträchtigt werden kann.

## Abgrenzung
Eine Verkehrsanlage als Teil der Verkehrstechnik ist eine bauliche oder technische Einrichtung, die einen reibungslosen Verkehr zu Lande, zu Wasser und in der Luft ermöglichen oder erleichtern soll.